# Chris Rankin
Christopher William Rankin (Auckland, 8 de Novembro de 1983), é um ator neozelandês que reside actualmente na Inglaterra. Um dos seus principais papéis foi o de Percy Weasley no filme Harry Potter. Ele trabalha como irmão revoltado de Rony Weasley que sempre defende o Ministério da Magia.

## Biografia
Christopher William Rankin nasceu no dia 8 de novembro de 1983 em Auckland, Nova Zelândia, onde morou até completar seis anos, idade na qual ele e sua família se mudaram para a Inglaterra. Foi aos 11 anos, como membro da companhia de teatro juvenil de sua escola, em Norfolk, que ele descobriu sua paixão por atuar. Enquanto esteve no colégio, Chris tomou parte em diversas produções, tas quais, “Grease”, “O Senhor das Moscas”, “My Fair Lady”, “O Rei e Eu” e até mesmo em uma versão do livro de C.S. Lewis “O Leão, a Feiticeira e o Guarda-roupa”. Fez também uma aparição de última hora em “Os Miseráveis”, para substituir um dos membros do elenco que adoecera. Nota-se, desde então, certa simpatia do ator por musicais, ele mesmo admite adorar cantar e “simplesmente não conseguir parar”.
Em agosto de 2000, ele conseguiu o papel de Percy Weasley na série cinematográfica dos livros de Harry Potter, foi o começo de sua carreira profissional no cinema (sua estreia oficial nos teatros foi em “João e o pé de Feijão”, no Norwich Theatre Royal). Desde então, ele divide seu tempo entre longas, palco e televisão.
Assim como Rupert Grint, Chris Rankin também já era grande fã da série de J. K. Rowling antes mesmo de se candidatar a um papel nos filmes. De fato, o ator possui três porquinhos da Índia chamados Fred, George (Jorge em Português-Brasileiro) e Dumbledore, e já comentou estar muito ansioso pela chegada do sétimo e último livro.
Além de trabalhar com cinema, ele também já trabalhou “no” cinema. Chris vendeu ingressos, limpou o chão e fez vários outros trabalhos rotineiros para os funcionários da rede UCI britânica. Seus pais acreditavam ser bom para o rapaz ter um emprego “normal” para que adquirisse mais maturidade e responsabilidade.
Em janeiro de 2004, ele e o diretor Jim Rymer fundaram a Companhia de Teatro Painted Horse. Em sua primeira produção, “Hedda Gabler”, Chris fez o papel de Wilert Loevborg. Trabalhou também em “Salomão” – que saiu em turnê pela região leste da Inglaterra, durante o ano de 2005. Na televisão, sua primeira aparição foi no drama de três partes “The Rotter’s Club”, produzido pela Company Pictures para a BBC.
Em 2007, Chris voltou ao cinema, mais uma vez no papel de Percy Weasley, no quinto filme da série Harry Potter (ele não esteve presente no anterior, Cálice de Fogo). Também interpretou Jack o Estripador, no audiolivro “Outono de Terror”, escrito por Neil Story.

## Filmografia
| Ano  | Título                                          | Personagem    |
| ---- | ----------------------------------------------- | ------------- |
| 2012 | Life Outside                                    | desconhecido  |
| 2011 | Harry Potter e as Relíquias da Morte - Parte II | Percy Weasley |
| 2011 | The Stone                                       |               |
| 2011 | Harry Potter e as Relíquias da Morte - Parte I  | Percy Weasley |
| 2007 | Harry Potter e a Ordem da Fênix                 | Percy Weasley |
| 2004 | Harry Potter e o Prisioneiro de Azkaban         | Percy Weasley |
| 2003 | A Taste of Honey                                | Geoff         |
| 2002 | Harry Potter e a Câmara Secreta                 | Percy Weasley |
| 2001 | Harry Potter e a Pedra Filosofal                | Percy Weasley |

### Televisão
| Ano  | Título                              | Personagem                     | Nota         |
| ---- | ----------------------------------- | ------------------------------ | ------------ |
| 2006 | Victoria Cross Heroes               | Henry Evelyn Wood (1 episódio) | documentário |
| 2006 | Explode, Chapter Two: Into the Fold | Chris Haines                   |              |
| 2005 | The Rotter's Club                   | Waring                         | 1 episódio   |
| 2004 | Ministry of Mayhem                  | Ele mesmo                      |              |
| 2004 | Smile                               | Ele mesmo                      |              |